# Anantopodon
Anantopodon (stgr. ᾰ̓ναντᾰπόδοτος) – figura retoryczna, w której zdanie rozpoczęte zwrotem wywołującym pewne skojarzenia zakończone jest inaczej niż oczekiwano, odmiana anakolutu.
Przykłady:
- Kto rano wstaje, jest niewyspany
- Dzięki Bogu, jestem ateistą (Buñuel)